# Creswell Crags

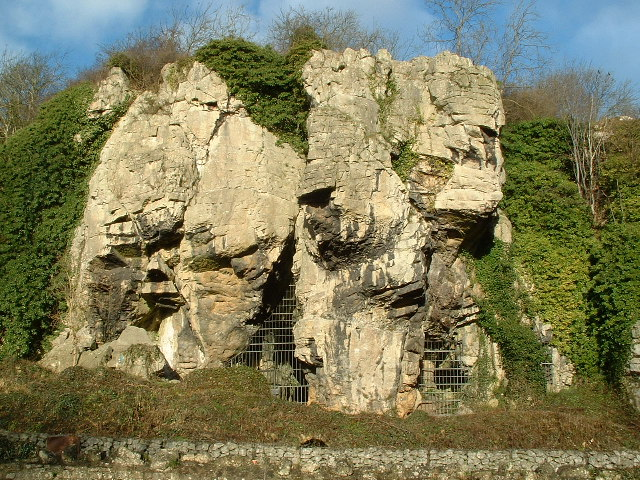
Höhlen bei Creswell Crags

Creswell Crags ist eine Kalksteinschlucht, die in der Nähe der Dörfer Creswell und Whitwell an der Grenze zwischen Derbyshire und Nottinghamshire in England liegt. Das nach den Creswell-Crags benannte Creswellien ist eine endpaläolithische Kulturstufe, die zwischen 12500 und 8000 v. Chr. in Südengland und Wales verbreitet war. In den Klippen der Schlucht befinden sich mehrere Höhlen, die in der letzten Kaltzeit vor etwa 43.000 bis 10.000 Jahren aufgesucht wurden. Die Höhlen weisen die 2003 entdeckte nördlichste Höhlenkunst Europas auf.

## Funde

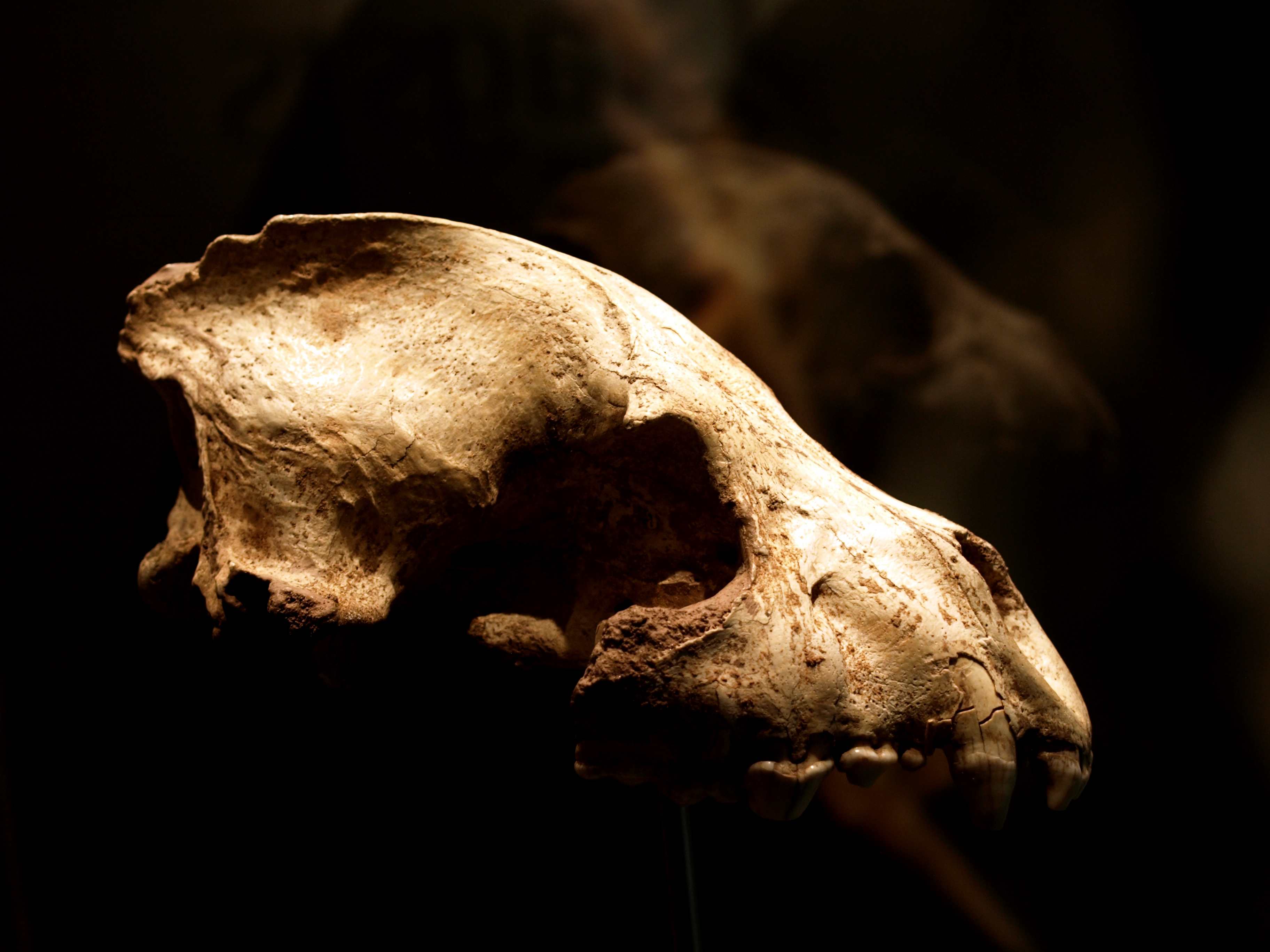
Hyänenschädel

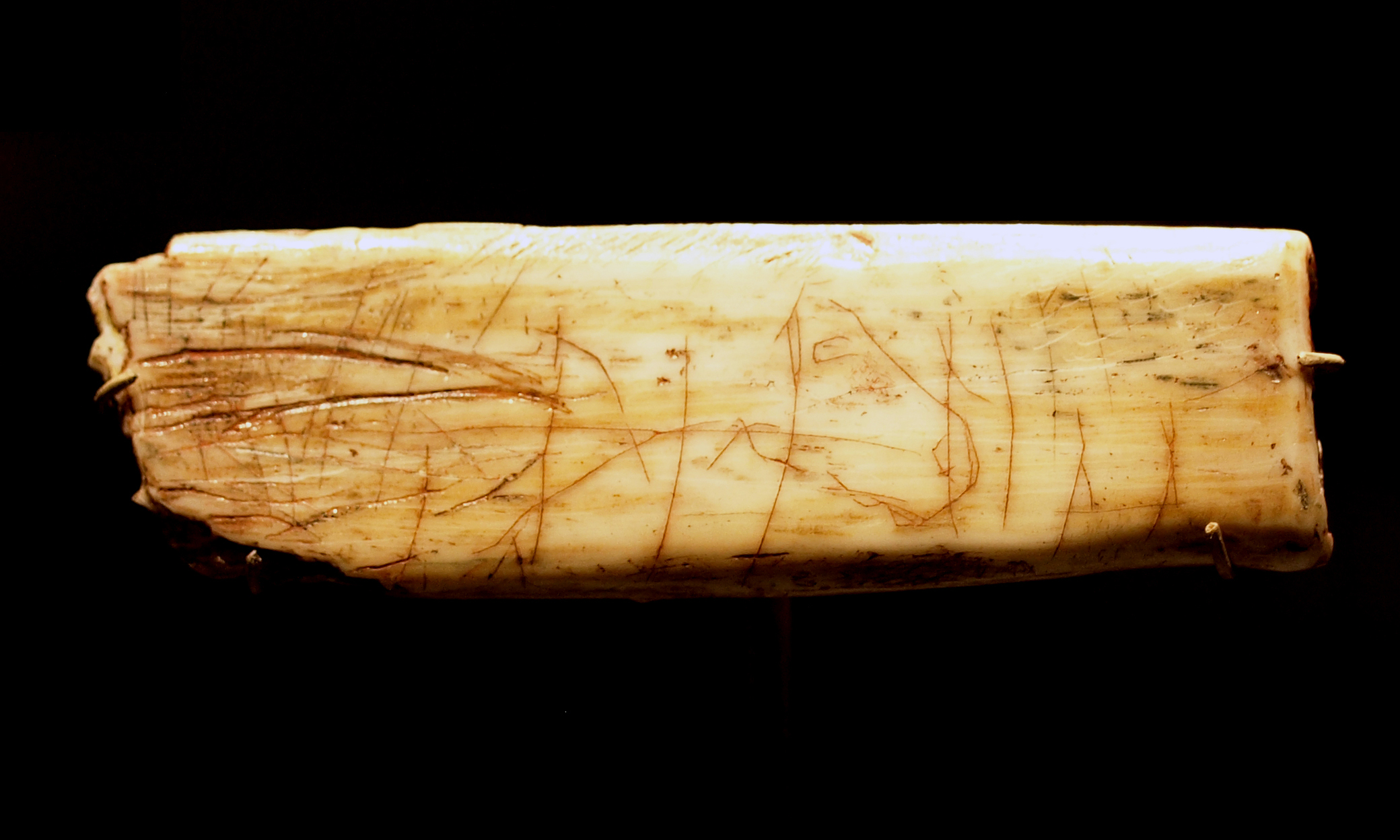
Ockerpferd

Seit 1876 wurden neben den Überresten unterschiedlicher prähistorischer Tiere, einschließlich Hyänen und Flusspferde und verschiedene bearbeitete Knochen gefunden. Das Ochre-Horse (dt. Ockerpferd), ein gravierter Knochen, auf welchem einen Pferdekopf dargestellt wird, wurde am 29. Juni 1876 im hinteren Teil der Westkammer der Robin-Hood-Höhle gefunden. Sein Alter wird auf zwischen 11.000 und 13.000 Jahre datiert.

## Höhlen
Zu den Höhlen zählten:
- Mother Grundy’s Parlour, in welcher zahlreiche Steinwerkzeuge und gespaltene Knochen entdeckt wurden. Sie wurde bis in die Mittelsteinzeit aufgesucht.
- Robin Hood’s Cave. Der Fundort eines mit Pferdekopf graviertem Knochen (das Ochre-Horse), sowie auch andere Funde, die darauf hinweisen, dass Wollnashörner und Polarhasen gejagt wurden.
- The Pin Hole. Der Fundort eines gravierten Wollnasshornknochen, welcher eine menschliche Figur darstellt (der Pinhole-Cave-Man)
- Church Hole mit über 80 Felsgravuren wurde diskontinuierlich sie bis in die Römerzeit aufgesucht.

## Felskunst
Zu den Felsgravuren, die April 2003 von Paul Bahn, Sergio Rippoll und Paul Pettitt entdeckt wurden, zählen Darstellungen von Bisons, einem Hirsch, und laut manchen Experten mehreren verschiedenen Vogelarten. Diese Funde galten als erster Beleg britischer Höhlenkunst und sind hierfür noch heute die nördlichsten Beispiele Europas. Das Alter der dünnen darüber liegenden Calciumcarbonatdeckschichten wurde durch Uran-Thorium-Datierung auf mindestens 12.800 Jahre bestimmt, um das minimale Alter der Malereien festzulegen. Darauf basierend stammen die Malereien am wahrscheinlichsten aus der gleichen Zeit wie Bewohnungsspuren in der spätglazialen Warmphase zwischen etwa 15.000 und 13.000 Jahren.

## Besucher
Das Gelände ist der Öffentlichkeit zugänglich, und es steht ein Besucherzentrum zur Verfügung. Führungen in die Höhlen werden angeboten.
Koordinaten: 53° 15′ 29,5″ N, 1° 11′ 52,4″ W